# Masdevallia pileata
Masdevallia pileata är en orkidéart som beskrevs av Carlyle August Luer och Würstle. Masdevallia pileata ingår i släktet Masdevallia och familjen orkidéer.
Artens utbredningsområde är Colombia. Inga underarter finns listade i Catalogue of Life.